# Chiesetta di Sant'Anna (Alcamo)
La Chiesetta di Sant'Anna è una chiesa cattolica che si trova ad Alcamo, in provincia di Trapani.

## Storia
Secondo lo storico alcamese Ignazio De Blasi, nella periferia sud di Alcamo, nella contrada di Sant'Anna alle falde del monte Bonifato, fu edificata una piccola chiesa in onore di Sant'Anna: il terreno era  proprietà dei Triolo, che così ottennero il titolo di baroni di Sant'Anna.
La famiglia Triolo era originaria di Trapani; il primo a stabilirsi nella cittadina alcamese fu Vito Triolo, ricco mercante di cuoio; nel 1611 egli morì, lasciando due figli, il primo sacerdote (Vincenzo) e l'altro (Francesco) proprietario di questo fondo agricolo.
La prima notizia in cui viene definita cappella si ha in un atto notarile del 15 novembre 1582; De Blasi afferma che il 15 gennaio 1653 il barone Francesco Triolo ebbe dal papa Innocenzo X il permesso di trasformare la cappella  in chiesa, allargandola; e aggiunge che essa si trovava con il soffitto crollato da diversi anni.
La chiesa fu riedificata dopo il 1845: quell'anno, tra i beni in catasto appartenenti al barone Benedetto Triolo, c'era in quella contrada solamente una costruzione "con camera terrana e due solerate, un palmento e un magazzino".
Nella chiesa sono seppelliti i due fratelli Stefano e Giuseppe Triolo, patrioti dei moti rivoluzionari del 1848 e del 1860;
secondo le affermazioni degli storici, comprovate dai documenti di quel periodo, i tre fratelli, Giuseppe, Stefano e Benedetto Triolo, si adoperarono per il raggiungimento dell'unità d'Italia, sia con determinanti opere di cospirazione, che con un grande sostegno finanziario.
Nel 1954 le autorità comunali furono costrette a fare murare l'ingresso, per il grave stato di abbandono in cui si trovava: addirittura dalle sepolture erano state vandalicamente asportate perfino le lapidi di marmo recanti le epigrafi degli illustri fratelli.

## La chiesa oggi
Nel 1960 la farmacista Marianna Raccuglia vedova Manno e i figli cedettero in uso al Comune la chiesetta di Sant'Anna, allora chiusa al culto, contenente le spoglie degli eroici fratelli Stefano e Giuseppe dei baroni Sant'Anna, «fermo restando il loro diritto di proprietà scaturente dall'atto di compravendita 6 aprile 1948 in not. Mistretta Antonino registrato ad Alcamo al n. 1746, con l'obbligo espresso ed a condizione che il Comune provveda entro 6 mesi al restauro della cappella stessa e alla cura di essa, in modo da rendere accessibile ai visitatori le tombe degli eroici fratelli Sant'Anna».
Il comitato alcamese per le celebrazioni del primo Centenario dell'unità d'Italia, si adoperò per il restauro della chiesetta e fece murare due lapidi con le iscrizioni a ricordo dei due fratelli Triolo composte da Don Tommaso Papa, e altre tre sul pavimento con i nomi dei fratelli: Benedetto, Stefano e Giuseppe.
Negli anni ottanta i padri Salesiani utilizzarono la chiesa per usi liturgici per i fedeli della contrada; nel 1985, per alcuni mesi, fu usata anche da padre Benedetto Cottone, parroco della chiesa Gesù Cristo Redentore, prima di avere un locale più ampio nella via Kennedy, e poi della nuova chiesa finita nel 2006.
Attualmente la chiesetta viene utilizzata, a scopi liturgici, dal Gruppo della Divina Misericordia, appartenente alla chiesa Gesù Cristo Redentore.

## Opere
Da un atto notarile del 1880, firmato dallo stesso barone, risulta un inventario della chiesetta e sagrestia di S.Anna.
Oltre ad alcuni paramenti e arredi, c'erano:
- Un quadro che raffigura l'arciprete Triolo
- Un quadro che rappresenta il Canonico Triolo
- Immagine di Gesù, San Giuseppe e Maria
- Cassa con l'immagine della Madonna